# جيم ديفيس (لاعب كرة قاعدة)
جيم ديفيس (بالإنجليزية: Jim Davis) هو لاعب كرة قاعدة أمريكي، ولد في 15 سبتمبر 1924 في ريد بلوف في الولايات المتحدة، وتوفي في 30 نوفمبر 1995 في سان ماتيو في الولايات المتحدة.

## وصلات خارجية
- جيم ديفيس على موقعبيزبول رفرنس.كوم (الدوري الرئيسي) (الإنجليزية)